# Lepraria rigidula
Lepraria rigidula är en lavart som först beskrevs av B. de Lesd., och fick sitt nu gällande namn av Tønsberg. Lepraria rigidula ingår i släktet Lepraria och familjen Stereocaulaceae.  Arten är reproducerande i Sverige. Inga underarter finns listade i Catalogue of Life.